# Marcello Lodetti
Marcello Lodetti (Milano, 25 luglio 1931 – Milano, 6 dicembre 2012) è stato un maestro di scherma italiano, presidente dell'associazione A.I.P.P.S..

## Biografia
Diplomato all'Accademia Nazionale Magistrale (ANS) nel 1959, iniziò la pratica della scherma a 7 anni presso la sala di scherma Mangiarotti di Milano, vicino al Conservatorio Giuseppe Verdi. Divenne quindi allievo del maestro Giuseppe Mangiarotti che a sua volta è stato allievo di Renaud.
Giuseppe Mangiarotti gli trasferì la sua conoscenza dell'arte schermistica che gli permise di diplomarsi il 31 maggio 1959, data di inizio della sua carriera ufficiale come maestro. Il giovane Marcello diventò forte biarma (fioretto e spada) tanto da essere convocato più volte nelle competizioni più importanti del dopoguerra anche per la nazionale giovanile italiana, ma la sua vocazione era l'insegnamento
Presente agli allenamenti per i Campionati del Mondo del 1959, in quell'occasione stilò gli appunti che divennero la base didattica per la pubblicazione nel 1970 del testo ufficiale della Scuola dello Sport-Fis, testo guida della Federazione e della Snaq per l'insegnamento della spada.
Marcello Lodetti fu maestro assaltante durante le Olimpiadi di Roma 1960. Con il maestro Vincenzo Canizzo, già maestro di Saccaro, Beonio Brocchieri, Pellegatta ed allenatore dei vari Pellegrino, Breda, Carpaneda, Delfino durante gli allenamenti collegiali della Nazionale Italiana, fu impegnato presso le sale di Novara (1960-61) e per la prima delle due occasioni (la seconda sarà dal 1973 al 1975-76) a Busto Arsizio dove allenò i Pellegatta (Bruno Achille e Massimo), Sergio Fabrizi, Carlo Dell'Acqua per la Pro Patria Scherma. Con il maestro Canizzo si rafforzò il rapporto e la stima reciproca lavorando successivamente quando entrambi si ritrovarono nella sala Mangiarotti in Via Solferino dove con il maestro Dario Mangiarotti ed il maestro Ponzi formarono un team di insegnamento.
Insieme a Elio Cucchiara e Lancia, fu promotore e cofondatore dei centri internazionali estivi giovanili di Pievepelago e Zocca (1961 e 1963), primissimi esempi di attività internazionale dello scambio del conoscere istituzionalizzato schermistico. Qui incontrò i maestri ungheresi caposcuola Balogh e Kevey che lo introdussero allo studio della sciabola e lo formarono anche nell'arma bitagliente. Fra i primi maestri italiani partecipanti ai centri si ricordano, Bassetti, Dante Galante, Lomele, Turrio, Livio Di Rosa, Augugliaro, Sommacal, Roberto, La Feltra, Bonato, il cugino Gianluigi Lodetti, La Mastra, Dario Mangiarotti.
Dal 1961 sino al 1967, Marcello Lodetti fu il maestro dei centri di avviamento Coni alla scherma di Milano insieme alla maestra Bruna Colombetti.
A Pavia dal 1963 al 1965 insegnò presso il Cus Pavia allenando Canevari, Ottini, Fantoni, e Francavilla (già convocato nel 1964 ai mondiali giovani). A Bologna dal 1967 alla Virtus Bologna con Lancia dove gli venne affidato il gruppo di giovani spadisti fra cui Taviani, in seguito alla Felsinea sino al 1969.
Nel 1965 con Giuseppe Mangiarotti fondò il primo sindacato italiano maestri di scherma, prodromo dell'attuale AIMS.
Dal 1968 iniziò la sua attività in Mangiarotti Milano (1968-78) dove sviluppò al meglio il suo lavoro creando campioni tra i quali Clara e Gianfranco Mochi, Stefano Bellone, Ettore Bianchi, Sandro Resegotti. Dal 1970 sino al 1980 fu convocato continuamente in nazionale italiana a tutti gli allenamenti collegiali per le Universiadi, Olimpiadi e Campionati del Mondo assoluti e giovani.
Tra i suoi allievi troviamo Angelo Mazzoni, Gil A. Pezza e John Pezza. La lista degli atleti completa seguiti dal maestro sono consultabili nel libro a lui dedicato.
In generale i suoi allievi hanno vinto più di 20 Titoli Italiani Assoluti in tutte le tre armi (non contando i titoli minori di categoria giovanile e i titoli di 2°, 3° e 4°di categoria, ed i titoli a squadre, in tutto circa 90).
2 Titoli Mondiali Assoluti 1 argento 2 bronzi a squadre.
1 Titolo Mondiale Giovane individuale.
1 Titolo Mondiale Universitario individuale 1 argento e 2 bronzi a squadre.
Una Medaglia Olimpica (Bronzo) a squadre.
Una Coppa del Mondo individuale di spada maschile
Una medaglia di bronzo ai Giochi del Mediterraneo
Varie Finali Mondiali Assoluti e Giovanili di fioretto maschile e spada maschile e vincitori di svariate Gare di Coppa del Mondo Assoluta ed under 20 sia di fioretto femminile che di Spada maschile.
Altri suoi allievi da lui per molto tempo allenati hanno fatto la Storia della scherma italiana sino ai giorni recenti vincendo innumerevoli Olimpiadi, Coppe del Mondo e Campionati del Mondo. (Annuari FIS)
Partecipò nel 1972 alle Olimpiadi di Monaco come maestro del fioretto femminile e vincitore dell'oro con Antonella Ragno; nel 1973 e nel 1977, alle Universiadi di Mosca e Sofia dove fu unico maestro per tutte le tre armi; ad Istanbul 1974 ai Campionati del Mondo Giovani e nel 1979 ai Campionati del Mondo Assoluti di Melbourne.
Dal 1972 al 1975 fu maestro caposala anche a Busto Arsizio per il suo secondo incarico, coadiuvato dal maestro Ponzi circa appunto dove ebbe come allievo Gianni Muzio (a cui poi passò divenuto quest'ultimo maestro l'incarico di docenza) ed allenò anche i fratelli Felli, Sottrici, Vago, e Marco Malvezzi.
Dal 1978 al 1980 continuò la sua attività autonoma di maestro di nazionale presso le sedi federali di Milano e del Giardino Milano.
Convocato per la sua terza Olimpiade a Mosca nel 1980, non poté partecipare per il boicottaggio delle stesse da parte della delegazione olimpoca italiana che non mandò in ultima istanza gli atleti militari ed i dirigenti-accompagnatori.
Nel 1985-86 fu chiamato a dirigere la Pro Vercelli Scherma, fondata dal maestro Visconti già allievo del Colombetti ed inventore della impugnatura anatomica diffusa in tutto il mondo. Qui allenò Schaier, Randazzo, Andreoli, Isola, Falcone, Tassinari, Zenga, Fenoglio ed Elisa Uga dirigendola alla spada e portandola al titolo italiano.
Dal 1987-88 al 1993 insegnò presso la sala Ras Milano dove forgiò Anna Ferni portandola a diversi titoli italiani di categoria sia nel fioretto che nella spada (diverrà in seguito medaglia ai Mondiali) e Francesco Banzatti poi riserva ai Mondiali Giovani spada e campione italiano di categoria.
Nel 1989 insegnò al Circolo Scherma Desio, dove fu il primo presidente della polisportiva ed il primo maestro della sezione scherma e direttore dei centri avviamento allo sport.
Nel 1997 fu co-promotore del Premio Fair Play ed età evolutiva, secondo la formula sviluppata dall'Associazione Internazionale di Psicologia e Psicoanalisi dello Sport.
Dal 2002 divenne il maestro della sala presso il Circolo della spada Marcello Lodetti Milano dove ha forgiato tecnicamente con il figlio Giovanni il Maestro Roberta Ravasi, già tiratrice in Coppa del Mondo assoluta di spada Femminile ed attuale coDirettore Tecnico del Circolo della spada M Marcello Lodetti
Dal 2012 ha supervisionato e coordinato i moduli dei corsi di formazione e workshops promossi come Scuola Magistrale dalla sala d'arme.
Fu socio onorario dell'Associazione Italiana Maestri di Scherma.
Nel 2010 e 2012 fu candidato all'Ambrogino d'oro con il sostegno del Coni Lombardia, della Federazione Italiana Scherma e dell'Assessorato
allo Sport di Milano
Il Maestro Marcello Lodetti è ad oggi presente in diversi trattati internazionali sulla scherma e volumi fotografici.
Nel 2013 e stato costruito e prodotto un modello di spada che porta il suo nome per trasferirne i dettami della Scuola e della metodologia a lui riferita.
A lui è stato dedicato dal 2013 il Trofeo delle Regioni indetto dall'AMIS per le categorie Master.
Al maestro sono stati dedicati tre libri:
- Scherma e Psicologia edito AIPPS SIPCS centro studi lodetti nel 2011[26][27]
- Maestro Marcello Lodetti, tradizione, azione, rievoluzione. Il volume, a seguito del convegno presso l'università statale di Milano, è stato presentato nel novembre 2013 contiene gli atti del convegno.[8][28][29]
- Manuale di Psicologia ad uso di istruttori, maestri e staff tecnico Edito Maggioli editore Milano con postfazione del prof Giovanni Lodetti e la d.ssa Alessandra Cova nel 2014[30][31]

Sono degni di nota quattro convegni a lui dedicati:
- "Fratelli Sportivi D'Italia - Schermidori D'Italia"[32]
- "Marcello Lodetti tradizione, azione rievoluzione" con la fondazione Candido Cannavò per lo sport e SISS[33].
- "In ricordo del maestro Marcello Lodetti" federscherma[34]
- "1º Congresso Internazionale Psicologia Clinica delle sport"[35]

In suo ricordo nel 2015 presso la Triennale di Milano è stato realizzato il 1° Trofeo Internazionale M°Maestro Lodetti. L'evento, patrocinato del Comune di Milano, CONI regione Lombardia, EXPO
Padiglione Italia, CUS Milano, Federazione Italiana Scherma Nazionale ed altri enti ha
visto la partecipazione delle Nazionali di spada femminile Italiana ed Ungherese. La 1ª edizione è stata vinta dalla Nazionale Ungherese

## Pubblicazioni
La casa editrice milanese Mursia ha pubblicato il Manuale di scherma nel 1995 che porta la sua firma (coadiuvato dal figlio Giovanni e rieditato nel 2003 e in terza edizione nel 2022) e risulta essere l'ultimo manuale schermistico italiano completo alle tre armi del millennio. Questo testo, oltre ad essere stato adottato anche come testo accademico per i corsi universitari presso l'Università del Molise presso il corso di laurea di Scienze motorie (2010-11), è citato in molti testi internazionali fra cui quello del maestro Gaugler (1998).

## Onorificenze
- 2003, Medaglia del Comune di Milano (donata dall'Assessorato allo Sport) presso il Teatro dal Verme nel giorno della riapertura per eventi sportivi, "per il grande contributo alla diffusione dello sport nella città di Milano".[44]
- 2005, Premio del Comune di Milano (Assessorato allo Sport) con la Federazione Italiana Nuoto (FIN) e la Associazione "Anima Mundi" nel 2005 "per il suo contributo fondamentale alla diffusione dello sport per le fasce deboli"
- 2010, Palma d'argento per meriti tecnici sportivi assegnata dal CONI Nazionale.
- 2011, Premio Speciale della Federazione Italiana Scherma consegnata durante i campionati del mondo assoluti a Catania "per il suo grande contributo alla scherma"
- 2011, Aretusa D'Argento Ass. Wilma Rudolph per meriti sportivi e sociali.[45]